# Serie C1 2000/2001
Soutěžní ročník Serie C1 2000/01 byl 23. ročník třetí nejvyšší italské fotbalové ligy. Soutěž začala 3. září 2000 a skončila 17. června 2001. Účastnilo se jí celkem 36 týmů rozdělené do dvou skupin po 18 klubech. Z každé skupiny postoupil vítěz přímo do druhé ligy, druhý postupující se probojoval přes play off.

## Skupina A
| Poř. | Tým                     | Z  | V  | R  | P  | VG | OG | B  |
| ---- | ----------------------- | -- | -- | -- | -- | -- | -- | -- |
| 1.   | Modena FC               | 34 | 22 | 8  | 4  | 52 | 20 | 74 |
| 2.   | Como Calcio             | 34 | 22 | 6  | 6  | 44 | 18 | 72 |
| 3.   | AS Livorno Calcio       | 34 | 17 | 12 | 5  | 56 | 25 | 63 |
| 4.   | AC Arezzo               | 34 | 16 | 6  | 12 | 52 | 47 | 54 |
| 5.   | Spezia Calcio           | 34 | 15 | 7  | 12 | 39 | 32 | 52 |
| 6.   | AC Cesena               | 34 | 12 | 13 | 9  | 40 | 35 | 49 |
| 7.   | AS Lucchese Libertas    | 34 | 12 | 12 | 10 | 39 | 33 | 48 |
| 8.   | AC Lumezzane            | 34 | 11 | 14 | 9  | 43 | 43 | 47 |
| 9.   | SPAL                    | 34 | 9  | 16 | 9  | 40 | 38 | 43 |
| 10.  | Varese FC               | 34 | 9  | 16 | 9  | 28 | 28 | 43 |
| 11.  | Pisa Calcio             | 34 | 10 | 12 | 12 | 26 | 36 | 42 |
| 12.  | Lecco Calcio            | 34 | 11 | 7  | 16 | 29 | 46 | 40 |
| 13.  | UC AlbinoLeffe          | 34 | 7  | 18 | 9  | 27 | 31 | 39 |
| 14.  | Carrarese Calcio 1908   | 34 | 7  | 12 | 15 | 35 | 45 | 33 |
| 15.  | Alzano 1909 Virescit FC | 34 | 6  | 13 | 15 | 29 | 44 | 31 |
| 16.  | AC Reggiana             | 34 | 6  | 12 | 16 | 34 | 53 | 30 |
| 17.  | US Brescello            | 34 | 4  | 16 | 14 | 30 | 44 | 28 |
| 18.  | US Alessandria Calcio   | 34 | 5  | 10 | 19 | 25 | 50 | 25 |

Poznámky
- Z = Odehrané zápasy; V = Vítězství; R = Remízy; P = Prohry; VG = Vstřelené góly; OG = Obdržené góly; B = Body
- za výhru 3 body, za remízu 1 bod, za prohru 0 bodů.

|  | Přímý postup do Serie B 2001/02  |
|  | Play off                         |
|  | Play out                         |
|  | Přímý sestup do Serie C2 2001/02 |

### Play off
Boj o postupující místo do Serie B.

#### Semifinále
Spezia Calcio – Como Calcio 0:1, 0:0

AC Arezzo – AS Livorno Calcio 1:3, 0:2

#### Finále
Como Calcio – AS Livorno Calcio 0:0, 0:1 v (prodl.)
Postup do Serie B 2001/02 vyhrál tým Como Calcio.

### Play out
Boj o udržení v Serie C1.
US Brescello – Carrarese Calcio 1908 2:2, 0:0

AC Reggiana – Alzano 1909 Virescit FC 2:1, 0:0
Sestup do Serie C2 2001/02 měli kluby US Brescello a Alzano 1909 Virescit FC. Nakonec klub Alzano 1909 Virescit FC zůstal i v příští sezoně.

## Skupina B
| Poř. | Tým                         | Z  | V  | R  | P  | VG | OG | B  |
| ---- | --------------------------- | -- | -- | -- | -- | -- | -- | -- |
| 1.   | US Città di Palermo         | 34 | 18 | 10 | 6  | 47 | 31 | 64 |
| 2.   | FC Messina Peloro           | 34 | 16 | 13 | 5  | 40 | 26 | 61 |
| 3.   | Calcio Catania              | 34 | 16 | 10 | 8  | 49 | 40 | 58 |
| 4.   | US Avellino                 | 34 | 14 | 15 | 5  | 45 | 27 | 57 |
| 5.   | Ascoli Calcio 1898          | 34 | 14 | 12 | 8  | 47 | 33 | 54 |
| 6.   | AC Savoia                   | 34 | 16 | 6  | 12 | 51 | 46 | 54 |
| 7.   | Polisportiva Sassari Torres | 34 | 14 | 11 | 9  | 55 | 45 | 53 |
| 8.   | Castel di Sangro Calcio     | 34 | 12 | 11 | 11 | 44 | 40 | 47 |
| 9.   | L'Aquila Calcio             | 34 | 13 | 7  | 14 | 37 | 35 | 46 |
| 10.  | Fermana Calcio              | 34 | 10 | 12 | 12 | 41 | 38 | 42 |
| 11.  | Giulianova Calcio           | 34 | 9  | 15 | 10 | 36 | 40 | 42 |
| 12.  | Vis Pesaro 1898             | 34 | 9  | 12 | 13 | 26 | 29 | 39 |
| 13.  | FCS Benevento               | 34 | 9  | 12 | 13 | 40 | 54 | 39 |
| 14.  | AS Lodigiani                | 34 | 10 | 9  | 15 | 34 | 44 | 39 |
| 15.  | US Nocerina                 | 34 | 8  | 12 | 14 | 29 | 42 | 36 |
| 16.  | US Viterbese                | 34 | 5  | 14 | 15 | 32 | 48 | 29 |
| 17.  | SS Atletico Catania         | 34 | 5  | 12 | 17 | 27 | 44 | 27 |
| 18.  | AS Fidelis Andria           | 34 | 4  | 15 | 15 | 25 | 43 | 27 |

Poznámky
- Z = Odehrané zápasy; V = Vítězství; R = Remízy; P = Prohry; VG = Vstřelené góly; OG = Obdržené góly; B = Body
- za výhru 3 body, za remízu 1 bod, za prohru 0 bodů.

|  | Přímý postup do Serie B 2001/02  |
|  | Play off                         |
|  | Play out                         |
|  | Přímý sestup do Serie C2 2001/02 |

### Play off
Boj o postupující místo do Serie B.

#### Semifinále
Ascoli Calcio 1898 – FC Messina Peloro 1:0, 1:2

US Avellino – Calcio Catania 1:0, 0:2

#### Finále
Calcio Catania – FC Messina Peloro 1:1, 0:1
Postup do Serie B 2001/02 vyhrál tým FC Messina Peloro.

### Play out
Boj o udržení v Serie C1.
SS Atletico Catania – AS Lodigiani 3:4, 0:2

US Viterbese – US Nocerina 1:0, 1:1
Sestup do Serie C2 2001/02 měli kluby SS Atletico Catania a US Nocerina. Nakonec klub US Nocerina zůstal i v příští sezoně.